# 2024年白俄羅斯議會選舉

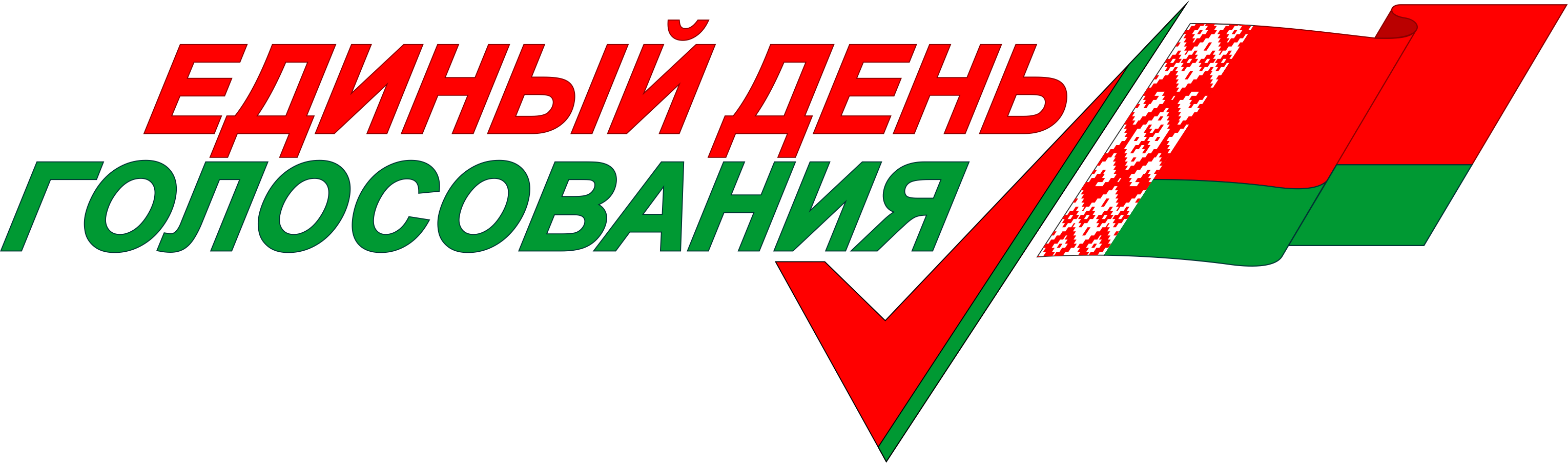
選舉標誌

白俄羅斯在2024年2月25日舉行眾議院選舉，選出110名下議院（眾議院）議員與約12,000名地方議會代表。
這場選舉沒有反對黨，參選的四個政黨或獨立人士都是親政府派。白俄羅斯反對派呼籲抵制選舉或投票反對所有候選人。白俄羅斯政府也拒絕邀請歐洲安全與合作組織觀察員。

## 背景
這次選舉是自2020—2021年白俄羅斯抗議1994年上台的白俄羅斯總統亞歷山大·盧卡申科獨裁政權後的首次選舉。盧卡申科表示政府當局已從抗議中「記取教訓」，選舉期間不會有「叛亂行動」發生。選前一個月，白俄羅斯克格勃針對政治犯家屬發動了一系列突襲。觀察家和人權組織指出，自抗議以來，執政當局徹底「清理」了政治格局，自由選舉的條件「目前在白俄羅斯幾乎不存在」。
2024年1月29日，盧卡申科在俄羅斯和白俄羅斯的盟國最高國務委員會會議上表示，相信投票將平靜地進行：「這個時期非常困難，但是，正如你所看到的，它平靜地過去了。我相信我們會平靜地度過這些日子，並同樣平靜地舉行這些活動」。選前幾天，盧卡申科指責西方試圖利用「新的觸發因素來破壞社會穩定」，並聲稱波蘭當局正試圖說服白俄羅斯高級官員發動政變。白俄羅斯政治分析家瓦列里·卡爾巴列維奇指出，盧卡申科將選舉視為一場「軍事行動」，當局將任何投票視為「威脅和加強鎮壓與拴緊螺絲的藉口」。

## 選舉制度
眾議院的110名議員是由單一選區以相對多數制選出。
2023年2月16日，《白俄羅斯共和國選舉法修正案》通過。該法取消了最低投票率門檻，並禁止拍攝選票。此外，廢除了海外投票站，並對國會候選人增列額外條件（包括禁止雙重國籍）。內務部也舉行演習，警察拘留了拍攝選票並在投票站外停留的違法者。
當局表示，提前投票於2024年2月20日至24日舉行，投票率超過40%。春天人權中心表示，學生、軍人、教師和其他政府人員被迫參加提前投票。當局之後表示投票率達73%。

## 參選政黨
2023年2月，白俄羅斯政府修改了政黨立法。除了將最低黨員人數從1人增至5千人，並明定政黨有義務在全國所有地區設立組織，以及增列其他嚴格規範。2023年夏秋季，白俄羅斯當局對政黨進行了大規模「重新登記」，結果15個政黨中只剩下4個保留登記。應白俄羅斯司法部的要求，其他11個政黨（主要是反對黨）被合法清算。本次變革的發起者是盧卡申科總統，他2022年4月宣布「即將開始組黨和公共團體秩序方面的重大工作」並要求修法。12月，他表示「只有那些符合國內和外交政策基本原則的政黨才該在國家政治領域工作」。獲準參加選舉的政黨均支持盧卡申科的政策。
| 政黨 | 政黨                                                                   | 領袖                | 意識形態                   | 2019年選舉結果 | 2019年選舉結果 |
| 政黨 | 政黨                                                                   | 領袖                | 意識形態                   | 得票率 (%)     | 席次           |
| ---- | ---------------------------------------------------------------------- | ------------------- | -------------------------- | -------------- | -------------- |
|      | 白俄羅斯共產黨（CPB） Коммунисти́ческая па́ртия Белару́си                 | 阿列克謝·索科爾     | 共產主義 馬克思列寧主義    | 10.62%         | 11 / 110       |
|      | 自由民主黨（LDPB） Лібэральна-дэмакратычная партыя                     | 奧列格·蓋杜克維奇   | 俄白聯盟主義 右派民粹主義  | 5.33%          | 1 / 110        |
|      | 勞工和正義共和黨（RPTS） Республиканская партия труда и справедливости | 亞歷山大·希日尼亞克 | 民主社會主義 社會民主主義  | 6.75%          | 6 / 110        |
|      | 白羅斯黨（PBR） Белая Русь                                             | 奧列格·羅曼諾夫     | 親俄 歐洲懷疑主義 農業主義 | 未參選         | 未參選         |

### 後遠人
| 政黨 | 政黨             | 意識形態     | 各選區候選人 | 各選區候選人 | 各選區候選人 | 各選區候選人 | 各選區候選人 | 各選區候選人 | 各選區候選人 | 各選區候選人 |
| 政黨 | 政黨             | 意識形態     | 布列斯特州   | 維捷布斯克州 | 戈梅利州     | 格羅德諾州   | 明斯克州     | 莫吉廖夫州   | 明斯克市     | 總和         |
| 政黨 | 政黨             | 意識形態     | 34           | 33           | 43           | 35           | 35           | 26           | 59           | 265          |
| ---- | ---------------- | ------------ | ------------ | ------------ | ------------ | ------------ | ------------ | ------------ | ------------ | ------------ |
|      | 白羅斯黨         | 親盧卡申科   | 23           | 13           | 19           | 16           | 15           | 12           | 13           | 111          |
|      | 白俄羅斯共產黨   | 共產主義     | 2            | 1            | 3            | 7            | 1            | 6            | 14           | 34           |
|      | 自由民主黨       | 右派民粹主義 | 1            | 7            | 10           | 3            | 1            | 3            | 11           | 36           |
|      | 勞工和正義共和黨 | 民主社會主義 | 3            | 1            | 8            | 2            | 3            | 3            | 2            | 22           |
|      | 無黨籍           | 無黨籍       | 5            | 11           | 3            | 7            | 15           | 2            | 19           | 62           |

## 觀察員
自1995年以來，白俄羅斯的選舉從未被歐洲安全與合作組織（OSCE）承認是自由且公正的。2024年選舉，其觀察員不被允許參加選舉，這是該組織連續第三次被阻止參加白俄羅斯選舉。白俄羅斯外交部表示，「原因明顯且單純」，即「西方國家代表在歐安組織代表團中的傳統主導地位」，西方國家實施「不公正和嚴厲」的制裁，以及公民進出該國的「流動機會惡化」。白俄羅斯中央選舉委員會向獨立國家國協其他成員國的選舉委員會和世界選舉機關協會的代表發出邀請。委員會也批准包含德國、波蘭、立陶宛在內的23個歐盟成員國代表參與，但未揭露其身分。集體安全條約組織議會大會也派出代表團觀察投票。

## 選舉結果
| 政党                                | 政党               | 票数      | %     | 席数 | +/– |
| ----------------------------------- | ------------------ | --------- | ----- | ---- | --- |
|                                     | 白羅斯黨           |           |       | 51   | New |
|                                     | 勞工和正義共和黨   |           |       | 8    | +2  |
|                                     | 白俄羅斯共產黨     |           |       | 7    | –4  |
|                                     | 自由民主黨         |           |       | 4    | +3  |
|                                     | 無黨籍             |           |       | 40   | –49 |
| Against all                         | Against all        |           |       | –    | –   |
| 总共                                | 总共               |           |       | 110  | 0   |
|                                     |                    |           |       |      |     |
| 已登记选民／投票率                  | 已登记选民／投票率 | 6,912,221 | 73.09 |      |     |
| 资料来源：CEC of Belarus, Tochka.by |                    |           |       |      |     |

## 選後反應
選舉當天，盧卡申科宣布將再次競選2025年總統大選。
2020年白俄羅斯總統選舉後流亡海外的反對派領袖斯韋特蘭娜·季哈諾夫斯卡婭呼籲抵制這次選舉，她表示「選票上沒有人會提出實際的改變，因為執政當局只允許方便控制的傀儡參與」。她也呼籲國際社會拒絕承認選舉結果。反對派活動人士設法讓季哈諾夫斯卡婭的影片在白俄羅斯街頭2,000個螢幕上播放，導致部分電視牆公司員工被捕。白俄羅斯反對派將這次選舉稱為「biazvybary」（直译：「無選舉」），意指政府對選舉的嚴格控制。
俄羅斯總統普丁祝賀盧卡申科「白俄羅斯愛國力量充滿信心的勝利」，並表示這有助於「確保內部政治穩定」。
美國國務院譴責這次選舉，稱這場選舉「是在恐懼的氣氛中進行，所有選舉過程都不能稱為民主」。

## 資料來源
1. ↑  . Белтелерадиокомпания.   [2023-10-19]. （原始内容存档于2024-01-14）.
2. ↑  . eng.belta.by. 2023-06-19  [2023-08-18]. （原始内容存档于2023-08-18） （en-EN）.
3. ↑  . eng.belta.by. 2023-06-19  [2023-08-18] （en-EN）.
4. ↑  . dw.com.   [2024-02-24]. （原始内容存档于2024-12-22） （俄语）.
5. 1 2  . РБК. 2024-02-24  [2024-02-24]. （原始内容存档于2025-01-25） （俄语）.
6. ↑  . Зеркало. 2023-12-13  [2024-02-24]. （原始内容存档于2024-02-03） （俄语）.
7. ↑  . Зеркало. 2023-11-24  [2024-02-24]. （原始内容存档于2024-02-03） （俄语）.
8. ↑  . Зеркало. 2024-01-08  [2024-02-24]. （原始内容存档于2024-02-03） （俄语）.
9. 1 2 3  . Al Jazeera. 25 February 2024  [2024-07-14]. （原始内容存档于2025-01-09）.
10. ↑  . DW. 25 February 2024  [2024-07-14]. （原始内容存档于2024-12-31）.
11. ↑  . Associated Press. 21 February 2024  [2024-07-14]. （原始内容存档于2025-01-05）.
12. ↑  . www.idea.int.   [2022-12-29].
13. ↑  . www.pravo.by.   [2024-02-24]. （原始内容存档于2024-04-19）.
14. 1 2 3 4  . Associated Press. 25 February 2024  [2024-02-25]. （原始内容存档于2024-12-22）.
15. 1 2 3  . Associated Press. 26 February 2024  [2024-02-26]. （原始内容存档于2024-02-27）.
16. ↑  . Зеркало. 2023-02-14  [2024-02-24]. （原始内容存档于2024-12-19） （俄语）.
17. ↑  . dw.com.   [2024-02-24]. （原始内容存档于2025-01-26） （俄语）.
18. ↑  . Зеркало. 2022-04-21  [2024-02-24]. （原始内容存档于2024-12-19） （俄语）.
19. ↑  . Зеркало. 2022-12-13  [2024-02-24]. （原始内容存档于2025-01-15） （俄语）.
20. ↑   (PDF).   [24 February 2024]. （原始内容存档 (PDF)于2025-01-14）.
21. ↑   [Anatol Liabiedzka: These are elections without an alternative – biazvybary]. Radyjo Racyja. 6 February 2024  [25 February 2024]. （原始内容存档于2024-12-26） （白俄罗斯语）.
22. ↑   [Tsikhanouskaya names 2024 elections "biazvybary" and tells Belarusians "don't be fooled"]. Radio Free Europe/Radio Liberty. 24 November 2023  [25 February 2024]. （原始内容存档于2024-12-19） （白俄罗斯语）.
23. ↑   [Hienadz Koršunaŭ: 2024 "biazvybary" no more than a training exercise before 2025]. Novy Chas. 6 December 2023  [25 February 2024]. （原始内容存档于2025-01-27） （白俄罗斯语）.
24. ↑   [USA condemns "sham elections of Lukashenka's regime"]. Radio Free Europe/Radio Liberty. 25 February 2024  [25 February 2024]. （原始内容存档于2024-12-19） （白俄罗斯语）.